# 사카이 다다요시 (1644년)
사카이 다다요시(일본어: 酒井忠義, 1644년 8월 7일 ~ 1681년 12월 16일)는 일본 에도 시대의 후다이 다이묘로, 데와국 쇼나이번의 제3대 번주이다.
사카이 사에몬노조 가문(酒井左衛門尉家) 종가(쇼나이 번 가문) 제5대 당주이다.

## 생애
간에이 21년(1644년) 7월 5일, 쇼나이 번의 제2대 번주 사카이 다다마사의 맏아들로 태어났다. 만지 3년(1660년) 2월, 쇼나이 쓰루오카에 있던 아버지 다다마사가 중병으로 위독하자, 에도에서 쓰루오카를 향해 출발하였으나 도착하기 전에 다다마사는 2월 9일에 사망하였다. 다다요시는 그 뒤를 이어 4월 5일에 번주로 즉위하였다.
어린 나이에 가문을 승계하였으므로, 외할아버지인 마쓰다이라 노부쓰나의 지도를 받아 번의 통치를 행하였다. 덴나 원년(1681년) 11월 7일에 38세로 사망하였다. 맏아들 다다자네가 그 뒤를 이었다.
| 전임 사카이 다다마사 | 제3대 쇼나이번 번주 1660년 ~ 1681년 | 후임 사카이 다다자네 |